# Lophopagurus (Australeremus) laurentae
Lophopagurus (Australeremus) laurentae is een tienpotigensoort uit de familie van de Paguridae. De wetenschappelijke naam van de soort is voor het eerst geldig gepubliceerd in 1992 door McLaughlin & Gunn.